# Curtis Nwohuocha
Curtis Chinonso Nwohuocha (Cantù, 16 gennaio 1997) è un cestista italiano, di origini nigeriane, centro.

## Carriera

### Club
Cresciuto nel vivaio della Pallacanestro Cantù, ha esordito in Serie A l'8 marzo 2014, segnando quattro punti nella partita persa per 68-62 contro la Mens Sana Siena.
Nella stagione 2015-16, a 18 anni, è entrato stabilmente nel roster della prima squadra.
Il 12 agosto 2016 viene ceduto in prestito alla Remer Treviglio, militante in serie A2.
Il 13 luglio 2017 viene ingaggiato dalla Scaligera Basket Verona.
Il 22 giugno 2018 viene ingaggiato dal Club Sportivo Pallacanestro Trapani.
Il 26 luglio 2023, viene ufficializzato il suo ritorno nella società che lo ha lanciato, la Pallacanestro Cantù, squadra della città in cui peraltro è nato.

### Nazionale
Ha disputato, nel 2014, con l'Italia under 17, i Mondiali di categoria tenutisi a Dubai, in cui ha registrato 7 presenze, con una media di 5,1 punti e 5,6 rimbalzi in 21,4 minuti di gioco.
Nello stesso anno, ed anche in quello seguente, ha partecipato all'Europeo Under-18, con l'Italia under 18.